# 芬尼·卡斯斯
芬尼·卡斯斯（Frane Čačić，1980年6月25日—），生于薩格勒布，克羅地亞职业足球运动员，现效力長沙金德。